# Gelachernes
Genre
Gelachernes est un genre de pseudoscorpions de la famille des Chernetidae.

## Distribution
Les espèces de ce genre se rencontrent dans l'archipel des Salomon et en Nouvelle-Guinée.

## Liste des espèces
Selon Pseudoscorpions of the World (version 3.0) :
- Gelachernes kolombangarensis Beier, 1970
- Gelachernes novaguineensis Beier, 1971
- Gelachernes perspicillatus Beier, 1966
- Gelachernes salomonis Beier, 1940

## Publication originale
- Beier, 1940 : Die Pseudoscorpionidenfauna der landfernen Inseln. Zoologische Jahrbücher, Abteilung für Systematik, Ökologie und Geographie der Tiere, vol. 74, p. 161-192.